# Gert Trinklein
Gert Trinklein, né le 19 juin 1949 à Francfort-sur-le-Main et mort le 11 juillet 2017 dans sa ville natale, est un footballeur allemand qui évolue au poste de défenseur.

## Biographie
Avec le club de l'Eintracht Francfort, il dispute 230 matchs en Bundesliga, inscrivant 10 buts.
Il participe également avec cette équipe aux compétitions européennes : Coupe de l'UEFA (trois matchs), et Coupe des coupes (quatre matchs).

## Palmarès
- Eintracht Francfort
  - Coupe d'Allemagne
    - Vainqueur : 1974 et 1975